# نورمغز
مجلات نور المتخصصة (اختصارًا نورمغز) هو موقع على شبكة الإنترنت من تأسيس وإدارة مركز أبحاث الحاسوب للعلوم الإسلامية والذي يقدم نُسخًا رقمية من المجلات المتخصصة في الدراسات الإسلامية والعلوم الاجتماعية والعلوم الإنسانية.

## التاريخ

### الخلفية
ومع التطور السريع لشبكات الإنترنت في العالم، أثمرت فكرة إنشاء المجلات الإلكترونية على الفور، بحيث ارتفع عدد عناوين المنشورات والنشرات الإلكترونية من 110 عنوانًا في عام 1991 إلى 1689 عنوانًا في عام 1996 وأكثر من 4070 عنوانًا في عام 1997، وفقًا للإحصاءات الصادرة عن جمعية مكتبات الأبحاث (ARL). وعلى هذا المنوال، اتبعت المنشورات والمواقع الإلكترونية التي تقدم المقالات أساليب مختلفة لتقديم منشوراتها على الإنترنت. وقد حاولت بعض المواقع الإلكترونية تقديم مراجع للمقالات، ونشر بعضها نصوصًا رقمية للمقالات، وعرض بعضها الآخر صورًا مأخوذة من نسخ مادية من المجلات بدلاً من الملفات النصية، كما قدم موقع مجلات نور المتخصصة (نورمغز) كأول موقع يعمل بهذه الطريقة المجلات بنص كامل وصور كاملة.

### البداية
موقع مجلات نور المتخصصة (نورمغز) هو موقع تابع لمركز أبحاث الحاسوب للعلوم الإسلامية. تأسست مجلة نورمغز، وهي أكبر بنك إسلامي للمجلات المتخصصة في العلوم الإسلامية والعلوم الاجتماعية والعلوم الإنسانية في الفضاء الإلكتروني، في أيلول 2005 بهدف تسهيل وتعزيز البحث وإنتاج المعرفة. لقد تم تحديث واجهة المستخدم الخاصة بها عدة مرات حتى الآن لمواكبة التقنيات الجديدة. الفكرة الأساسية لتأسيس الموقع انطلقت من تجربة ناجحة في عرض المجلات الدينية في موقع الحوزة العلمية. أدى الحماس المتزايد الذي أبداه المستخدمون والحاجة المتزايدة لدى الخبراء إلى إمكانيات جديدة إلى قيام مركز أبحاث الحاسوب بإطلاق نورمغز لتلبية احتياجاتهم.

### ملخص الأنشطة
2003: تنفيذ مرحلتي دراسة الجدوى وتحليل الموقع الإلكتروني
2004: تصميم وتنفيذ الموقع
2005: الافتتاح الرسمي للموقع
2012: إطلاق الإصدار 1.5
2014: إطلاق الإصدار 2

## أهداف الموقع
إن إنشاء أوسع وأشمل أرشيف للمجلات والمقالات في العلوم الإسلامية والعلوم الاجتماعية والعلوم الإنسانية على الإنترنت هو أحد الأهداف الرئيسة لإنشاء مثل هذا الموقع. ومن أهداف الموقع أيضًا تمكين الباحثين من الوصول بسهولة وسرعة إلى مصادر البحث، ونشر المعلومات العلمية، فضلًا عن تسريع البحث العلمي ومنع الأبحاث الموازية.

## المحتوى
تُصنف المجلات الموجودة على الموقع إلى واحد وعشرين موضوعًا: العلوم الاجتماعية، والقانون، والتاريخ، والجغرافيا، والاقتصاد، واللغة والأدب، والعلوم السياسية، والإدارة، وعلم النفس، وعلوم المكتبات والمعلومات، والفن والعمارة، والفلسفة وعلم الكلام، والقرآن والحديث، والفقه والأصول (الفقه الإسلامي ومبادئه)، والتربية البدنية، والأخلاق، والأديان، والعلوم التربوية، والمحاسبة، والصحة، والتخصصات المتعددة. يمكن تنزيل المقالات المتوفرة على الموقع بتنسيقي HTML وPDF بالنص الكامل والصورة الكاملة.

## الخدمات والميزات
لقد خضعت الميزات الرسومية والمرئية لهذا الموقع للعديد من التغييرات والتحسينات أثناء نشاطه. بالإضافة إلى ذلك، تم تقديم الكثير من الخدمات والقدرات التقنية الفريدة للمستخدمين مع الإصدارات 1.5 و2.

## حقوق الطبع والنشر
حصل مركز أبحاث الحاسوب للعلوم الإسلامية على التراخيص اللازمة من المالكين لجميع المجلات المنشورة على الموقع. يمكن للمستخدمين استخدام المواد الموجودة على الموقع لأغراض شخصية، إلا أن الاستخدام التجاري أو العام يخضع لموافقة أصحاب المجلات ومركز أبحاث الحاسوب في العلوم الإسلامية.

## إحصائيات الموقع
وفقًا للإحصائيات الصادرة في عام 2012، نشر الموقع أكثر من 725000 مقالة من 957 مجلة في 43000 إصدارًا. وكما ورد في الموقع الإلكتروني، ارتفعت هذه الأرقام إلى 765 ألف مقال من 1046 مجلة في 46500 إصدار في آذار 2013 وإلى 900 ألف مقال من 1420 مجلة في 57 ألف إصدار في صيف عام 2015.

## الأوسمة
فاز هذا الموقع في الدورة السادسة من المعرض والمهرجان الوطني للإعلام الرقمي في فئة "مواقع الإعلام الإلكتروني" بعنوان البوابة الثقافية العامة - الثقافة والمعرفة.

## روابط خارجية
- الموقع الرسمي
- "Official Weblog"..